# Супутній нафтовий газ
Супутній нафтовий газ або нафтовий газ — побічний продукт переробки нафти, основною відмінністю від природного газу є менша частка метану, та більша частка більш важкої фракції вуглеводнів.
1) Вуглеводневий газ — суміш газоподібних і пароподібних вуглеводневих і невуглеводневих компонентів(в основному насичені вуглеводні), які виділяються з нафти під час її розгазування. Відокремлюється під час її сепарації.
2) Газ (ненасичені вуглеводні, водень) термічної й каталітичної переробки (крекінгу або піролізу) нафти. Використовують як паливо, як сировину для одержання етилового спирту, барвників тощо. Синоним — попутний газ.

## Загальні характеристики
Нафтовий газ — газ, розчинений у нафті при пластових умовах; виділяється при експлуатації нафтових покладів внаслідок зниження пластового тиску нижче за тиск насичення нафти. Вміст нафтового газу (м³/т) у нафтах (газовий чинник) коливається від 3-5 у верхніх горизонтах до 200—250 і більше у глибоких пластах. За складом нафтовий газ поділяють на вуглеводневі (95-100 % вуглеводнів), вуглеводневі з домішкою вуглекислого газу (СО2 4-20 %), вуглеводневі з домішкою азоту (N2 3-5 %), вуглеводнево-азотні (N2 до 50 %); за співвідношенням метану і його гомологів — на сухі (СН4 понад 85 %, С2Н5+вищі 10–15 %) і жирні (СН4 60–85 %, С2Н5+вищі 20–35 %). Для встановлення кількості і складу нафтового газу проби нафти, відібрані на гирлі свердловини або в пластових умовах (глибинним пробовідбірником), піддають дегазації. Через часткову дегазацію нафти у привибійній зоні і піднімальних трубах нафтовий газ, відібраний на гирлі свердловини, містить більше метану і менше його гомологів, ніж газ з глибинних проб нафти. Нафтовий газ використовується як паливо (отримують «скраплений» пропан-бутановий газ і газовий бензин) і в нафтохімічній промисловості (виробництво полімерних виробів та ін.). Термін «попутний газ» не рекомендується.
В попутних газах вуглеводнева фракція відіграє ще більшу роль, ніж у вільних. Зазвичай вуглеводні складають в попутному газі 90-98 %. Лише в 35 % всіх досліджених покладів їх концентрація знижується нижче 90 %. Таким чином, поведінка газонасиченості нафт в основному обумовлюється поведінкою розчинених вуглеводнів. Тенденція до збільшення концентрації вуглеводневої фракції простежується також в попутних газах зон молодих прогинів і западин.
Співвідношення вуглеводневих компонентів в попутних газах істотно відрізняється від такого у вільних газах. В попутних газах концентрація важких вуглеводнів співвідноситься з концентрацією метану, а в деяких випадках перевершує її. Фоновий вміст важких вуглеводнів в попутних газах становить 20-40 %. Серед гомологів метану зазвичай переважає етан, а вміст пропану і бутану різко підвищений в порівнянні з вільними газами.
Частка важких вуглеводнів в попутних газах коливається у широких межах (від 10 до 90 %). Поведінка концентрацій кислих компонентів в попутних газах в наш час[коли?] вивчена дуже слабко. Концентрація вуглекислоти зазвичай вище, ніж сірководню.
Вміст азоту в попутних газах може досягати значних кількостей. Так, концентрація азоту в попутних газах в деяких випадках становить 60-70 %, а азотний чинник 50-60 м³/м³. Проте загалом для попутних газів характерний низький вміст азоту. Більше 65 % всіх нафтових покладів містять попутний газ з концентрацією азоту не вище 12 %. Попутний газ епігерцинських платформ характеризується концентрацією азоту 1,5-6 % (60 % покладів). На стародавніх платформах концентрація азоту в попутних газах зазвичай вище. Більше половини всіх досліджених покладів нафти містить попутний газ з концентрацією азоту 6-25 %. Цікаво відзначити, що зростання концентрації азоту в попутному газі супроводжується збільшенням частки важких вуглеводнів. При збільшенні середньої концентрації азоту в попутному газі з 8,4 до 30,2 % відбувається зростання частки важких вуглеводнів з 12 до 78 %. Фонова концентрація азоту в нафті складає — 7,5 м³/м³. При цьому середні концентрації азоту в нафтах стародавніх і молодих платформ і зон прогинів дещо відрізняється. Найвищими концентраціями характеризуються стародавні платформи. Для нафтогазоносних басейнів Російської платформи середні концентрації азоту в нафті складають близько 5 м³/м³.
Вміст гелію в нафтах коливається в широких межах — від 0,03 до 326 мл/л, а пружність — від 0,008 до 10 кгс/см². При цьому фонові значення цих параметрів складають відповідно 6-25 мл/л і 0,025-0,4 кгс/см².
При збільшенні глибини залягання нафт пружність гелію росте як на палеозойських і епігерцинських платформах, так і в областях прогинання. Фіксується також збільшення пружності гелію в нафтах при зменшенні коефіцієнта положення.
Слід підкреслити залежність гелієвого чинника і пружності гелію від характеру нафтових покладів, зокрема їх прив'язки до стародавніх або молодих платформ, а в їх межах — від віку вмісних відкладів: вони вище в стародавніх геоструктурах. Поведінка концентрації і пружності гелію в нафтах в регіональному плані вивчена досить слабко. Оскільки в цьому ж напрямі зростає газовий чинник нафт, процентний вміст гелію в попутному газі змінюється несуттєво.
Фізико-хімічні властивості цих сумішей залежать від цілого ряду зовнішніх і внутрішніх умов. До зовнішніх умов слід віднести пластові температуру і тиск, оскільки ясно, що дві суміші однакового складу можуть різко відрізнятися одна від одної за своїми властивостями, якщо вони знаходяться в різко відмінних пластових умовах. До внутрішніх умов відносяться: а) хімічний склад газової суміші, тобто пропорції, в яких змішані складові її компоненти; б) властивості цих компонентів в чистому стані при даних температурі і тиску; в) відхилення властивостей цих компонентів в суміші від їх властивостей в чистому стані, обумовлені взаємним впливом компонентів один на одного.

## Окремі складові
За хімічним складом горючі гази є сумішшю окремих газоподібних сполук ряду алканів загальної формули СnН2n+2, де n — число від 1 до 5. В атмосферних умовах газоподібними вуглеводнями є метан СН4, етан C2H6, пропан C3H8, бутан C4H10 і, за деяких умов, пентан C5H12.
Метан є, зазвичай, основною складовою частиною природних горючих газів. В суміші з іншими вуглеводневими газами його вміст часто перевищує 90 %. Це безбарвний газ в чистому вигляді з ледве помітним часниковим запахом. Він набагато легший за повітря; при 15 °C і нормальному тиску маса 1 м³ метану становить 0,677 кг.
Метан має високу термічну стійкість. Він починає помітно розкладатися при температурі не менше 600° С. Ізотопний склад вуглецю метану характеризується відношенням 12С/13С = 89-92. Метан має нижчу теплоту згоряння (34,0-37,2 МДж/м³) приблизно в 2,0 рази більшу, ніж кам'яне вугілля. Прикладом знаходження в природі чистого метану є так званий болотяний газ.
Метан є основним компонентом природних горючих газів (вміст його іноді досягає 99 %), а також обов'язковим компонентом газу нафтових покладів. Процентна кількість його в попутних газах дещо зменшується за рахунок появи більш важких вуглеводнів (наприклад, етану, пропану, бутану і ін.). Метан присутній також у вугільних покладах.
Етан — безбарвний газ, дещо важчий за повітря; маса 1 м³ етану за нормальних умов становить 1,270 кг. В чистому вигляді етан в природі не зустрічається, зазвичай він супроводжує метан. Нижча теплота згоряння його — від 60,3 до 66,2 МДж/м³.
Пропан — також безбарвний газ, більш важкий, ніж повітря. Маса 1 м³ пропана за нормальних умов рівна 1,9659 кг. Як і етан пропан в чистому вигляді в природі не зустрічається, але є обов'язковим супутником газу нафтових покладів. Теплота згоряння пропану — від 86,5 до 93,9 МДж/м³.
Бутан (нормальний) має в 2 рази більшу густину, ніж повітря. Маса 1 м³ бутану при 15 °C і нормальному тиску становить 2,454 кг. В чистому вигляді в газоподібному стані бутан може знаходитись при температурі вище +0,6 °C.
Також відомий ізобутан, який має той же хімічний склад, але відрізняється від нормального бутану внутрішньою будовою молекули. Його фізичні властивості дещо відрізняються від властивостей нормального бутану. Так, наприклад, при нормальному тиску ізобутан знаходиться в газоподібному стані до −11 °C, тоді як бутан — до +0,6 °C.
Бутан, як правило, зустрічається тільки в газах пов'язаних з нафтовими покладами, що є ознакою, яка вказує на зв'язок газу з нафтою. Теплота згоряння бутану — від 112,3 до 121,4 МДж/м³.
Пентан, як і бутан, має два різновиди: нормальний пентан та ізопентан. Останній є складовою частиною бензину.
Пентан зустрічається у вигляді рідкісної домішки в природних вуглеводневих газах; кількість його зазвичай не перевищує 2 об. %, за винятком газів, пов'язаних з нафтовими покладами, де кількість пентану може досягати 10 об. %.
Серед гомологів метану зазвичай переважає етан, далі йде пропан. Вміст бутану і пентану (та їх ізомерів) різний, але зазвичай менше вмісту інших компонентів. Ізотопний склад гомологів метану характеризується такими середніми величинами 13Сср: етан — 3,4 %, пропан — 2,9 %, бутан — 2,7 %. Крім вуглеводневих компонентів горючі природні гази зазвичай містять в різних, іноді значних, кількостях вуглекислий газ, азот і сірководень, в менших кількостях водень, кисень, CO2 і в малих концентраціях — гелій та інші рідкісні гази. Теплота згоряння (Qn) природних газів коливається в межах 25,1-33,5 МДж/м³, густина по повітрю — у межах 0,56-0,65.

## Видобуток нафтового газу
Видобуток нафтового газу (англ. petroleum gas production; нім. Fettgasgewinnung, Ölgasförderung) — частина робочих ресурсів нафтового газу, яка використовується в господарстві держави. Видобуток нафтового газу складається з об'ємів газу, які здаються стороннім споживачам і витрачаються на власні потреби, з врахуванням нормованих технологічних втрат.

## Ресурси нафтового газу

### Пластові ресурси нафтового газу
Пластові ресурси нафтового газу (англ. stratal resources of petroleum gas; нім. Ölgas-Schichtenlagerstätte) — кількість нафтового газу, який міг би бути отриманим за фактичний (плановий) період часу в процесі розробки нафтового родовища під час одноступінчастої сепарації нафти від пластового тиску до 760 мм рт.ст. при 20 °С.

### Робочі ресурси нафтового газу
Робочі ресурси нафтового газу (англ. working resources of petroleum gas; нім. Ölgas-Betriebsressoursen) — кількість добутого робочого газового фактора на кількість видобутої нафти.